# Lymnas aurolutea
Lymnas aurolutea är en fjärilsart som beskrevs av Hoffmann 1940. Lymnas aurolutea ingår i släktet Lymnas och familjen Riodinidae. Inga underarter finns listade i Catalogue of Life.